# 심환진
심환진(沈晥鎭, 1872년 1월 20일 ~ 1951년 2월 10일)은 대한제국과 일제강점기의 관료로, 호(號)는 산남(山南)이고 본관은 청송이며 한성부 출생인 그의 본적은 서울특별시 종로구 권농동이다.

## 생애
1901년 1월 11일 탁지부 판임관 6등 주사에 임명되었고 1907년 6월 20일 탁지부 서기랑(書記郞)으로 임명되었다. 1908년 1월 1일 탁지부 판임관 2등 주사를 역임했고 같은 해 3월 밀양재무서장을 역임했다.
1911년 6월 26일 조선총독부 군수로 임명되었고 1911년 7월 1일 경상북도 문경군수로 임명되었다. 1912년 8월 1일 일본 정부로부터 한국 병합 기념장을 받았으며 1913년 3월 12일 경상북도 하양군수, 1914년 3월 1일 경상북도 성주군수, 1914년 9월 25일 경상북도 상주군수, 1922년 5월 30일 경상북도 칠곡군수를 역임했다.
1915년 6월 24일부터 1917년 7월 10일까지 경상북도 지방토지조사위원회 임시위원을 역임했으며 1918년 12월 일본적십자사로부터 특별사원에 추천되었다. 1920년 5월 15일부터 6월 12일까지 일본지방행정시찰단에 참여했고 1921년 6월 27일 훈6등 서보장을 받았다.
1923년 12월 27일 고등관 4등에 올랐으며 1924년 12월 1일 황해도 참여관에 임명되었다. 1924년 12월 9일부터 1926년 9월 6일까지 황해도 문관보통징계위원을 역임했고 1925년 7월 20일 임시간이국세조사부 위원으로 임명되었다. 1926년 7월 22일 일본 정부로부터 훈5등 서보장을 받았고 같은 해 9월 22일 경상남도 문관보통징계위원으로 임명되었다. 1926년 9월 6일부터 1927년 6월 2일까지 경상남도 참여관을 역임했으며 1927년 2월 21일 고등관 3등에 올랐다.
1927년 6월 3일부터 1933년 6월 2일까지 조선총독부 중추원 참의를 역임했고 1927년 7월 1일 특지(特旨)에 의해 정5위를 받았다. 1928년 11월 16일 일본 정부로부터 쇼와 대례 기념장을 받았다. 1932년 9월 4일 충청남도 공주군 반포면, 주외면, 계룡면 소재 금은광(金銀鑛) 836,900평(2,766,611.57m2)에 대한 광업권을 설정했으며 1933년 6월 20일 경기도 광주군 동부면 소재 사금 856,500평(2,831,404.96m2)에 대한 광업권을 설정했다. 1933년 12월 13일 강원도 횡성군 청일면 소재 금은광 617,000평(2,039,669.42m2)에 대한 광업권을 설정했고 1937년 9월 11일 강원도 평창군 진부면 소재 금은광 986,000평(3,259,504.13m2)에 대한 광업권을 설정했다.
1939년 11월 1일 조선유도연합회 평의원을 역임했으며 1940년 전후에 정총대(町總代)를 역임하는 동안 창씨개명을 적극 지원했다. 친일파 708인 명단의 중추원 부문과 도 참여관 부문, 민족문제연구소의 친일인명사전 수록자 명단의 중추원 부문과 관료 부문, 친일반민족행위진상규명위원회가 발표한 친일반민족행위 705인 명단에 포함되었다.

## 같이 보기
- 심선택
- 심종석
- 심종협

## 참고자료
- 친일반민족행위진상규명위원회 (2009). 〈심환진〉. 《친일반민족행위진상규명 보고서 Ⅳ-9》. 서울. 505~514쪽.